# Pearsonia obovata
Pearsonia obovata är en ärtväxtart som först beskrevs av Schinz, och fick sitt nu gällande namn av Roger Marcus Polhill. Pearsonia obovata ingår i släktet Pearsonia och familjen ärtväxter. Inga underarter finns listade i Catalogue of Life.